# 青木さやか・美人の素
青木さやか・美人の素（あおきさやかびじんのもと）はTBSで2004年1月8日から2005年9月29日まで、毎週木曜深夜（日付が変わって毎週金曜日2:25~2:54）に放送されていた深夜番組（BS-iでも毎週日曜深夜に3日遅れで放送）。司会は青木さやか。
2005年10月6日からは同時間帯は、川田亜子と青木裕子司会の番組、E娘!が開始。

## 概要
- かわいい女の子たちが理想の女子アナウンサーを目指して奮闘する女子アナウンサー育成番組。
- 青木さやかの冠番組でもある(番組のタイトルに「青木さやか」とついているが、司会の青木は2005年4月～6月の間、出演休止していた。その間は青木と同じワタナベエンターテインメント所属のタレントであるふかわりょう、波田陽区、やるせなすが交替で司会を担当していた)。
- アシスタントはTBSアナウンサーの川田亜子。
- 2005年9月29日放送分をもっての終了理由はスタッフとの亀裂ということで、最終回はスタッフとのやりとりが放送された。
- ナレーションは森一丁と声優の宮川美保

## ハプニング
- 当時19歳(大学1年生)だった女性ファッションモデルの今井友香がゲスト出演した際、手を使わずに側転(側宙)を披露している。但し、その時の服装が白いミニスカート姿であったため、側転中にスカートが豪快にめくれ、黒い下着が丸見え状態になってしまった。

## 青木不在時のレギュラー
- 石井瞳（1981年8月1日
- 仲村京子(1983年
- 榊りな(1983年11月1日
- 松嶋初音(1987年11月13日 - )
- 花歩(1982年4月2日
- 相沢早咲(1985年6月30日

その後、石井、仲村、榊、松嶋も降板。